# Pete Henderson
Pete Henderson (* 18. Februar 1895 in Arran, Ontario; † 19. Juni 1940 in Los Angeles, Kalifornien) war ein kanadischer Automobilrennfahrer.

## Karriere
Pete Henderson ist einer der ersten bekannten Rennfahrer aus Kanada. 1914 ging er in die USA und schloss sich dort den Top Teams an, um an Rennen auf Holzovalen teilzunehmen. Als „Riding Mechanic“ (Beifahrer) von Tom Alley wurde er am 4. Juli 1914 Fünfter beim ersten Rennen auf der Sandbahn von Sioux City über 300 Meilen.
Sein erstes eigenes Rennen in der AAA National Championship fuhr er auf dem Des Moines Speedway im Jahr 1915 für das Duesenberg-Team. 1916 wurde er als Teamkollege von Eddie Rickenbacker im Prest-O-Lite-Team in einem Maxwell Zweiter in Des Moines. Im Oktober 1917 gewann er das Holzoval-Rennen in Chicago. Beim Indianapolis 500 errang er 1916 und 1920 jeweils einen Platz unter den ersten zehn.